# Steenisia borneensis
Steenisia borneensis är en måreväxtart som först beskrevs av Theodoric Valeton, och fick sitt nu gällande namn av Reinier Cornelis Bakhuizen van den Brink. Steenisia borneensis ingår i släktet Steenisia och familjen måreväxter. Inga underarter finns listade i Catalogue of Life.